# Леврон, Кевин
Кевин Марк Леврони (англ. Kevin Mark Levrone; род. 16 июля 1964, г. Балтимор, штат Мэриленд, США) — американский профессиональный культурист, музыкант.

## Биография
Кевин родился в семье итальянца и афроамериканки. Когда ему было 10 лет, умер его отец, когда же ему исполнилось 24, скончалась от рака его мать. Отчасти, это сподвигло его на занятия бодибилдингом.
Первых успехов Кевин добился на чемпионате штата в 1990 году, где занял 1-е место, в 1991 году стал профессионалом IFBB.
С 1992 года начал выступать на самом крупном ежегодном конкурсе "Мистер Олимпия". В 1997 году, выступая на соревнованиях «Арнольд классик» с весом 130 кг, упал на 8-е место, оправдывая своё падение тренировками всего в 6 недель из-за загруженности бизнесом. Спустя несколько месяцев, уже в 1998 году, Кевин подал заявку на участие в конкурсе «Мистер Олимпия» и занял 4-е место. За балетную пластику произвольной программы шутники прозвали Леврона «Большим котом».
В 2003 оставил карьеру культуриста ради карьеры музыканта.
В 2016 году вернулся в профессиональный спорт для участия на конкурсе «Мистер Олимпия», однако занял лишь 16 место.
Владеет собственной торговой маркой спортивного питания - Kevin Levrone Signature Series, в которой как бы "подписывается" под качеством продукта.

## Антропометрические данные
- Рост: 178 см
- Вес в межсезонье: 130 кг
- Соревновательный вес: 110—118 кг
- Шея: 47 см
- Бицепс: 59 см
- Талия: 78 см
- Грудная клетка: 145 см
- Бедро: 84 см
- Голень: 49 см

## История выступлений
- 1991 Junior Nationals — NPC, HeavyWeight, 2 место
- 1991 Nationals — NPC, HeavyWeight, 1 место
- 1991 Nationals — NPC, Абсолютный победитель
- 1992 Chicago Pro Invitational, 3 место
- 1992 Night of Champions, 1 место
- 1992 Мистер Олимпия, 2 место
- 1993 Grand Prix France (2), 5 место
- 1993 Grand Prix Germany (2), 1 место
- 1993 Grand Prix Spain, 3 место
- 1993 Мистер Олимпия, 5 место
- 1994 Арнольд Классик, 1 место
- 1994 Grand Prix England, 2 место
- 1994 Grand Prix France (2), 1 место
- 1994 Grand Prix Germany, 2 место
- 1994 Grand Prix Italy, 1 место
- 1994 Grand Prix Spain, 2 место
- 1994 Мистер Олимпия, 3 место
- 1994 San Jose Pro Invitational, 1 место
- 1995 Grand Prix England, 2 место
- 1995 Grand Prix Germany, 1 место
- 1995 Grand Prix Russia, 1 место
- 1995 Мистер Олимпия, 2 место
- 1996 Арнольд Классик, 1 место
- 1996 Grand Prix Spain, 2 место
- 1996 Grand Prix Switzerland, 3 место
- 1996 Мистер Олимпия, 3 место
- 1996 San Jose Pro Invitational, 1 место
- 1997 Арнольд Классик, 2 место
- 1997 Grand Prix Czech Republic, 1 место
- 1997 Grand Prix England, 1 место
- 1997 Grand Prix Finland, 1 место
- 1997 Grand Prix Germany, 1 место
- 1997 Grand Prix Hungary, 1 место
- 1997 Grand Prix Russia, 2 место
- 1997 Grand Prix Spain, 1 место
- 1997 Мистер Олимпия, 4 место
- 1998 Grand Prix Finland, 2 место
- 1998 Grand Prix Germany, 2 место
- 1998 Night of Champions, 2 место
- 1998 Мистер Олимпия, 4 место
- 1998 San Francisco Pro Invitational, 1 место
- 1998 Toronto Pro Invitational, 2 место
- 1999 Арнольд Классик, 2 место
- 1999 Grand Prix England, 3 место
- 1999 Мистер Олимпия, 4 место
- 1999 World Pro Championships, 3 место
- 2000 Арнольд Классик, 3 место
- 2000 Мистер Олимпия, 2 место
- 2001 Grand Prix England, 1 место
- 2001 Мистер Олимпия, 3 место
- 2002 Арнольд Классик, 5 место
- 2002 Grand Prix Australia, 4 место
- 2002 Мистер Олимпия, 2 место
- 2003 Арнольд Классик, 5 место
- 2003 Мистер Олимпия, 6 место
- 2003 Show of Strength Pro Championship, 3 место
- 2016 Мистер Олимпия, 16 место
- 2018 Arnold Classic Australia 13 место

## Фильмография
| Год  |   | Русское название   | Оригинальное название            | Роль               |
| ---- | - | ------------------ | -------------------------------- | ------------------ |
| 2000 | с |                    | Rap City                         | в роли самого себя |
| 2005 | с | Говорящие куклы    | Crank Yankers                    | в роли самого себя |
| 2006 | ф |                    | The Enchanted Pixie Forest       |                    |
| 2006 | ф | Смертельная погоня | Backlash                         | Turk               |
| 2006 | с |                    | The Best Damn Sports Show Period | в роли самого себя |
| 2007 | ф | Жажда скорости     | Redline                          | Sante              |
| 2009 | с |                    | Burning Hollywood                | Hollywood          |
| 2010 | ф | Я                  | I Am                             |                    |